# Dušan Đurišič
Dušan Đurišič (* 13. März 1961 in Jesenice) ist ein ehemaliger jugoslawischer Skilangläufer.
Đurišič trat international erstmals bei den Weltmeisterschaften 1982 in Oslo in Erscheinung. Dort kam er auf den 64. Platz über 30 km. Bei den Olympischen Winterspielen 1984 in Sarajevo belegte er den 44. Platz über 30 km, den 40. Rang über 15 km und den 32. Platz über 50 km. Zudem errang er dort zusammen mit Ivo Čarman, Janež Kršinar und Jože Klemenčič den 12. Platz in der Staffel.